# Carlo Giuliani
Carlo Giuliani, född 14 mars 1978 i Rom, Italien, död 20 juli 2001 i Genua, var en italiensk poet och anarkist, som sköts ihjäl av polisen vid en demonstration under G8-mötet i Genua den 19-21 juli 2001.
Den 20 juli drabbade demonstranter och italienska Carabinieri samman under G8-mötet i Genua. Vid Piazza Alimonda blev ett av karabinjärernas fordon, en jeep, trängt mot en container och attackerad av demonstranter. Carlo Giuliani som var på platsen fick tag i en brandsläckare och ansågs utgöra ett hot. En karabinjär som satt i fordonet sköt två skott mot Giuliani och träffade honom i huvudet. Efter det blev hans kropp överkörd av fordonet två gånger.
Domstolen ansåg att karabinjären som sköt Carlo Giuliani handlade i självförsvar, och denne frikändes därför från mordanklagelserna. De första domarna mot polisens brutala behandling av Giuliani och andra demonstranter under G8-mötet kom 2008, men domarna överklagades. Den längsta domen var fem års fängelse.
Europadomstolens prövning av fallet 2009 resulterade i utlåtandet att karabinjären som sköt Carlo Giuliani handlade i självförsvar. Carlo Giulianis föräldrar och syster erhöll 40 000 euro i skadestånd. Efter överklaganden från båda sidor kom i mars 2011 Europadomstolen med ett utlåtande där den italienska regeringen fick stark kritik för sättet händelserna hanterades på, men friades från brott mot de mänskliga rättigheterna.